# Shirindambyn Namnansüren
Shirindambyn Namnansüren (mongol: Шириндамбын Намнансүрэн; 1878 - abril de 1919), título completo: Sain Noyon Khan Namnansüren (Сайн ноён хан Намнансүрэн) fue un poderoso príncipe heredero que fungió como primer ministro del kanato de Mongolia durante el reinado de Bogd Khan.
En julio de 1911 formó parte de la delegación enviada por el Jebtsundamba Khutuktu a San Petersburgo con el fin de buscar apoyo de la independencia de Mongolia por parte del Imperio ruso y de países europeos.
En 1912, Namnansüren, quien reclamaba ser descendiente directo de Genghis Khan fue nombrado primer ministro de Mongolia tras la declaración de independencia e instalación del Bogd Khan, luego de una disputa entre varios ministros y el clero budista.
Entre noviembre de 1913 y enero de 1914 nuevamente viaja a San Petersburgo para imponer los intereses mongoles en la conferencia del Tratado de Kyakhta, que se estaban realizando de manera bilateral entre el Imperio ruso y la República de China y que definirían la frontera entre la Siberia rusa y los territorios chinos de Mongolia y Manchuria. Los esfuerzos de lograr un reconocimiento internacional de Mongolia y el apoyo de unificar las regiones de Mongolia Interior y Mongolia Exterior fueron desechados cuando Mongolia fue ratificado en el tratado como una región autónoma dentro de China. Los intentos de Namnansüren para contactar a varios países occidentales (Estados Unidos, Reino Unido, Francia e Imperio alemán) y de organizar un viaje a Europa Occidental para obtener apoyo internacional a la independencia de Mongolia fueron saboteados por oficiales rusos.
En junio de 1918, enfrentado a los intentos persistentes de los chinos que demandaban que Mongolia debía renunciar a sus intentos de unificación con la Mongolia Interior y firmar un decreto en el que Mongolia abandonaría de manera "voluntaria" su autonomía, Namnansüren, viaja a Irkutsk para conseguir una asistencia de los rusos. Se reunió con dos oficiales bolcheviques, en lo que es el primer contacto entre oficiales mongoles y soviéticos, sin embargo, por la Revolución rusa y la subsecuente guerra civil, no recibe mayor ayuda.
Poco después de regresar a Mongolia, Namnansüren se enfermó gravemente y murió en el mes de abril de 1919. Se sospecha que pudo haber sido envenenado junto con otras personas que abogaban por la independencia de Mongolia. Luego de su muerte, el señor de la guerra chino Xu Shuzheng invadió el país, ocupó la capital de Mongolia, Niislel Khüree y nombró a Shanzav Badamdorj, que representaba a los lamas y era más sumiso a las demandas chinas, como primer ministro.